# 江沢昌子
江沢 昌子（えざわ まさこ、1959年8月28日 - ）は、日本の女性声優。オフィス薫所属。千葉県出身。オフィス薫付属養成所講師、専門学校 東京声優・国際アカデミー講師で洋画アフレコ専攻を担当。

## 略歴
勝田声優学院卒業生、以前は同人舎プロダクションに所属していた。

## 人物
音域はメゾソプラノ。
特技は猫の鳴き真似（野良猫を90％呼び止める事が出来る）。資格は書道（師範）、茶道・表千家（唐物）、華道・池坊（脇教授二級）。趣味は散歩（街を歩くことが大好き）、動物関係全般（特に、猫・クマ・パンダ）、動物園に行くこと、唐十郎の大ファン。

## 出演

### テレビアニメ
1986年
- あんみつ姫（腰元あんこ）

1987年
- のらくろクン（嵐暴の子分B、女生徒、悪ガキC）

1988年
- 鉄拳チンミ（ゴクウ、酒店のおばさん）

1989年
- 昆虫物語 みなしごハッチ（1989年 - 1990年、アントンの母、コメツキの子、ミズスマシ、オバサン虫(1)、ジロ 他）
- たいむとらぶるトンデケマン!（1989年 - 1990年、ヘレネ、お付きA、妻）

1990年
- 魔法のエンジェルスイートミント（デニス、ヤン〈幼少時代〉）

1992年
- サラダ十勇士トマトマン（キュリー夫人）

1996年
- 赤ちゃんと僕（遠藤）

### OVA
- 神州魑魅変（1988年、芸者1）
- 神州魑魅変（1989年、黄の魑魅、夜叉衆A）
- 今日から俺は!!（1993年）
- LEVEL-C（1996年、一臣〈少年時代〉）

### ドラマCD
- 八雲立つ 音盤物語（闇己の叔母）

### 吹き替え
- 天国の日々
- アボンリーへの道
- レッド・スコルピオン（1990年） - ソフト版
- レナードの朝（1997年） - ソフト版